# 케플러-푸앵소 다면체
| 케플러-푸앵소 다면체 네 개를 위에 나타냈다. 각각은 {p, q}의 형태를 띄는 슐레플리 기호와 그 이름으로 구분된다. 각 도형의 한 면은 노란색으로 나타냈고 빨간색으로 윤곽선을 그렸다. |

기하학에서 케플러-푸앵소 다면체(-多面體, 영어: Kepler–Poinsot polyhedron)는 별 정다면체 넷 중 하나이다.
이것은 볼록 정십이면체와 정이십면체의 별모양화를 포함할 수 있고 정오각성 면이나 꼭짓점 도형을 가지는 것과는 다르다.

## 특성

### 비-볼록성
이 모양들은 오각성 (오각형 별)을 면이나 꼭짓점 도형으로 가진다. 작은 그리고 큰 별모양 십이면체는 비볼록 정 오각성 면들을 가진다. 큰 십이면체와 큰 이십면체는 볼록 다각형 면을 가지지만 오각성 꼭짓점 도형을 가진다.
모든 경우에, 두 면은 양쪽 면의 변이 아닌 선을 지날 수 있어서, 각 면의 부분은 도형의 내부를 지나간다. 이런 교차하는 선은 다면체 구조의 일부가 아니고 종종 가짜 모서리라고도 불린다. 유사하게 이런 선 셋이 교차하는 점 중에서 면의 모퉁이가 아닌 점은 가짜 꼭짓점이다. 아래의 그림들은 진짜 꼭짓점에 금색 공을 두고 진짜 모서리에 은색 막대를 두었다.
예를 들어, 작은 별모양 십이면체는 중심의 오각형 부분이 다면체 안에 숨겨진 오각성 면을 12개 가지고 있다. 각 면의 보이는 부분은 오각형의 꼭짓점 다섯 개를 건드리는 이등변삼각형 다섯 개를 이룬다. 이 삼각형들을 보기에는 동일하게 생긴 새로운 비-정다면체를 얻기 위해 60개의 분리된 면으로 다룰 수 있다. 각 모서리는 이제 (두 다른 종류의) 세 개의 짧은 모서리로 나눠졌고, 20개의 가짜 꼭짓점이 이제는 진짜가 되어서 총 32개의 꼭짓점이 있다(이것도 두 종류가 있다). 숨겨진 안쪽의 오각형은 이제 더 이상 다면체의 표면의 일부가 아니므로 없앨 수 있다. 이제 오일러의 공식이 적용된다: 60 − 90 + 32 = 2. 하지만 이 다면체는 더 이상 슐레플리 기호 {5/2, 5}로 설명될 수 없고, 따라서 보기에는 그렇지만 더 이상 케플러-푸앵소 다면체가 아니다.

### 오일러 지표 χ
케플러-푸앵소 다면체는 중심의 면이 오각성 면과 다른 꼭짓점들을 가지는 도형에서 굴곡이 있는 점을 가지는 것처럼 행동하여 그 외접하는 구를 한 번 이상 덮는다. 이 때문에, 이것들은 플라톤의 다면체처럼 위상적으로 구와 동일할 필요는 없고, 특히 오일러 관계가 항상 성립할 필요는 없다:
{\displaystyle \chi =V-E+F=2\ }
슐레플리는 모든 다면체는 χ = 2를 가져야만 한다는 견해를 가져서, 작은 별모양 십이면체와 큰 십이면체를 적절한 다면체로 보는 것을 거부했다. 이 견해는 넓게 퍼지지는 않았다.
꼭짓점 도형({\displaystyle d_{v}})의 밀도(D)와 면 ({\displaystyle d_{f}})를 사용하는 오일러의 공식의 수정된 형태는 아서 케일리에 의해서 제공되었고, (수정 인자 모두 1인) 볼록 다면체와 케플러-푸앵소 다면체 모두에 적용된다:
{\displaystyle d_{v}V-E+d_{f}F=2D.}

### 쌍대성
케플러-푸앵소 다면체는 쌍대 쌍으로 존재한다:
- 작은 별모양 십이면체와 큰 십이면체, 그리고
- 큰 별모양 십이면체와 큰 이십면체이다.

### 요약표
| 이름                 | 그림 | 구면 타일링 | 별모양화 다이어그램 | 슐레플리 {p,q}와 콕서터 | 면 {p}   | 모서리 | 꼭짓점 {q} | 꼭짓점 도형 (배치) | χ  | 밀도 | 대칭 | 쌍대                 |
| -------------------- | ---- | ----------- | ------------------- | ----------------------- | -------- | ------ | ---------- | ------------------ | -- | ---- | ---- | -------------------- |
| 작은 별모양 십이면체 |      |             |                     | {5/2,5} ·               | 12 {5/2} | 30     | 12 {5}     | (5/2)5             | −6 | 3    | Ih   | 큰 십이면체          |
| 큰 별모양 십이면체   |      |             |                     | {5/2,3} ·               | 12 {5/2} | 30     | 20 {3}     | (5/2)3             | 2  | 7    | Ih   | 큰 이십면체          |
| 큰 십이면체          |      |             |                     | {5,5/2} ·               | 12 {5}   | 30     | 12 {5/2}   | (55)/2             | −6 | 3    | Ih   | 작은 별모양 십이면체 |
| 큰 이십면체          |      |             |                     | {3,5/2} ·               | 20 {3}   | 30     | 12 {5/2}   | (35)/2             | 2  | 7    | Ih   | 큰 별모양 십이면체   |

## 정다면체들 간의 관계
| 이것은 같은 꼭짓점 배열을 가진다:                                  | 이것은 같은 꼭짓점과 모서리 배열을 가진다: |
| ------------------------------------------------------------------ | ------------------------------------------ |
| 정이십면체, 작은 별모양 십이면체, 큰 이십면체, 그리고 큰 십이면체. | 작은 별모양 십이면체와 큰 이십면체.        |
| 정십이면체와 큰 별모양 십이면체.                                   | 정이십면체와 큰 십이면체.                  |

작은 별모양 십이면체와 큰 이십면체는 같은 꼭짓점과 모서리를 공유한다. 정이십면체와 큰 십이면체도 같은 꼭짓점과 모서리를 공유한다.
세 십이면체는 모두 볼록 정십이면체의 별모양화이고, 큰 이십면체는 볼록 정이십면체의 별모양화이다. 작은 별모양 십이면체와 큰 이십면체는 볼록 정십이면체의 facetting을 가지고, 두 큰 십이면체들은 볼록 정이십면체의 facetting을 가진다.
교차점을 새로운 모서리와 꼭짓점으로 다룬다면, 포함되는 도형은 정다면체가 아닐 것이나 여전히 별모양화로 볼 수는 있다. (웨닝거 다면체의 모델의 목록을 보라)

## 역사

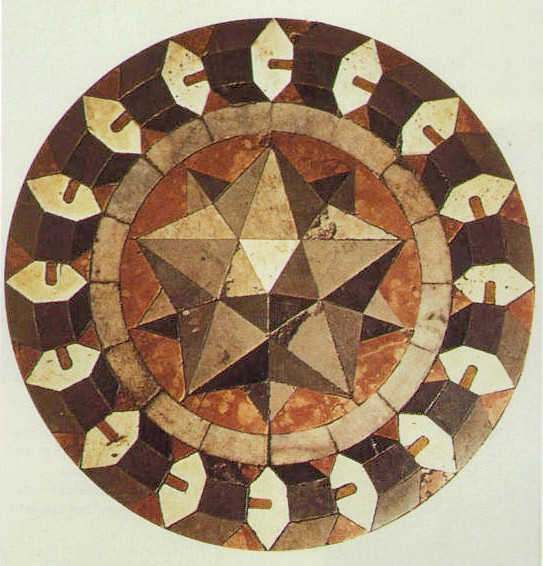
파올로 우첼로가 기여한 베니스의 산마르코 대성당의 바닥 모자이크이다

케플러-푸앵소 다면체의 전부는 아니지만 대부분은 케플러 이전에 어떤 형태로든 알려져 있었다. 작은 별모양 십이면체는 이탈리아 베니스의 산마르코 대성당의 바닥의 대리석 쪽 나무판자에서 나타났다. 이것은 15세기에 만들어졌으며 파올로 우첼로에 의해서 만들어졌다. 16세기에 출간된 판목에 관한 그의 책 Perspectiva corporum regularium (정다면체의 관점, Perspectives of the regular solids)에서 벤첼 얌니처(Wenzel Jamnitzer)는 큰 십이면체와 큰 별모양 십이면체를 묘사했다. 그는 다섯개의 플라톤의 다면체만을 정다면체로 간주하는 것은 이 책에서 일반적인 배열을 이루는 것이 분명하다.
케플러 다면체라고도 불리는 두 별모양 십이면체는 1619년에 요하네스 케플러에 의해서 처음으로 인정되었다. 그는 볼록 정십이면체의 별모양화를 통해서 이를 얻었으며, 처음에는 입체라고 보기보다는 표면으로 다뤘었다. 그는 볼록 정십이면체의 모서리나 면을 다시 만날 때까지 확장시키면 별 오각형을 얻을 수 있다는 것을 알았다. 더 나아가서, 그는 별오각형도 역시 정다각형이라는 것을 알았다. 그는 이렇게 별모양 십이면체 둘을 만들었다. 각각은 각 면이 내부에 "숨겨진" 중심의 볼록한 영역을가져서 삼각형 모영의 팔만이 보인다. 이것을 인정하기 위한 케플러의 마지막 단계는 이 다면체가 전통적인 플라톤의 다면체처럼 볼록하지 않더라도 이것에 정다면체의 정의를 맞추는 것이였다.
1809년에, 루이 푸앵소는 각 꼭짓점 주변에 별 오각형을 결합하여 케플러의 도형을 재발견했다. 그는 볼록 다각형을 별 꼭짓점에 별합하여 별 정다면체 둘을 더 발견했다; 큰이십면체와 큰 십이면체이다. 일부 사람들은 이 둘을 푸앵소 다면체라고 부른다. 푸앵소는 그가 모든 별 정다면체를 찾았다는 사실을 알지 못했다.
삼 년 뒤, 오귀스탱 루이 코시는 플라톤의 다면체의 별모양화에 의한 목록이 완전하다는 것을 증명하였고, 거의 반 세기 이후, 1858년에 조셉 베르트랑은 그들을 faceting해서 더 우아한 증명을 하였다.
다음 해에, 아서 케일리는 케플러-푸앵소 다면체에 지금까지 일반적으로 알려진 이름을 붙였다.

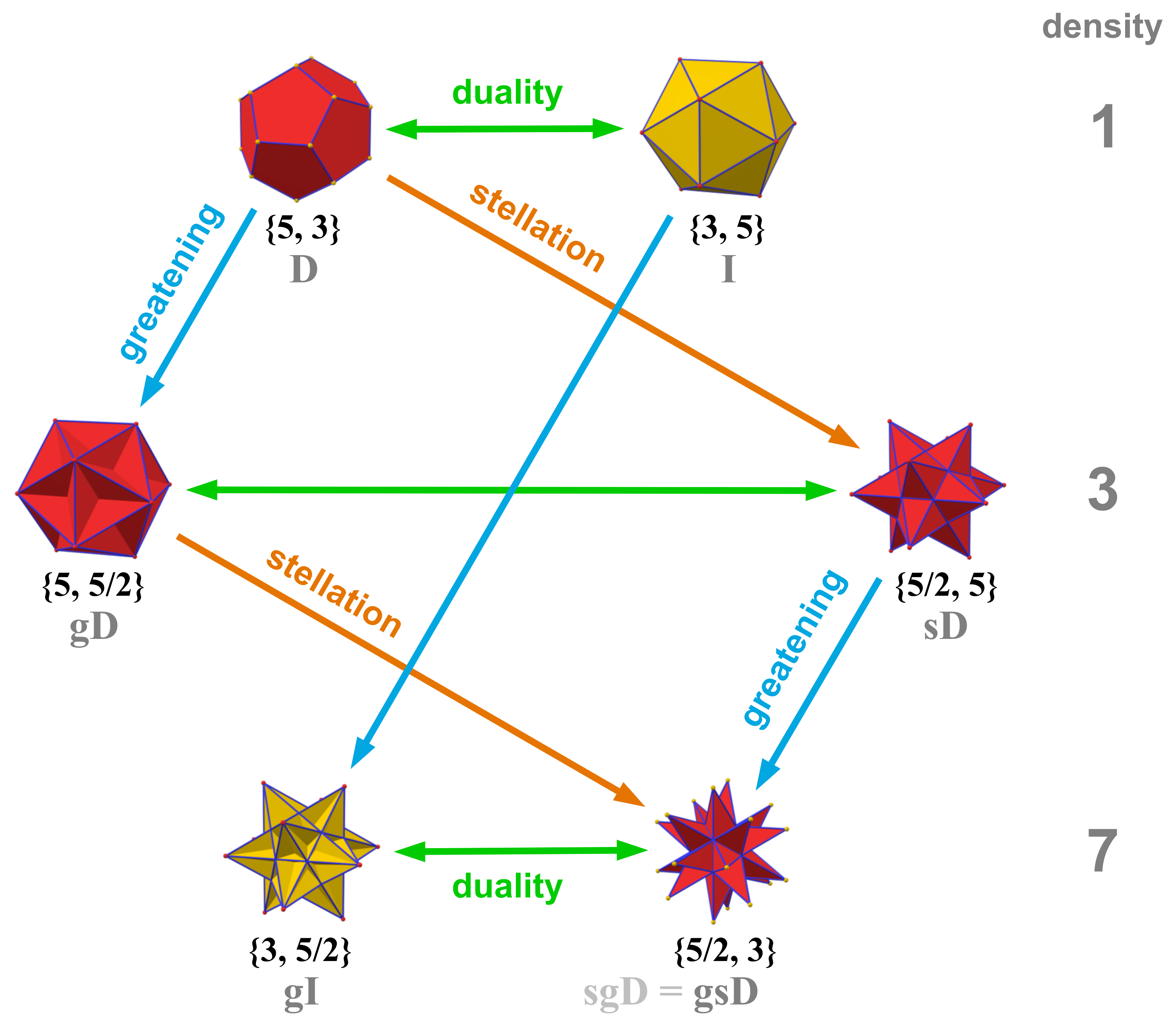
콘웨이의 연산적 용어는 4개의 별 정다면체와 볼록 정다면체 2개의 관계에 관한 육각형 모양의 다이어그램을 준다. 별모양화(Stellation)는 오각형 면을 오각성으로 바꾼다. 크게 만들기(Greatening)는 면의 종류를 유지하면서 평행한 평면으로 옮기고 크기를 재조정한다.

백 년 뒤, 존 호턴 콘웨이는 별모양화의 체계적인 용어를 사차원까지 발전시켰다. 이 체계 안에서, 그는 별 정다면체의 약간 수정된 이름을 체안했다; 형용사 작은을 빼는 것이다. 콘웨이의 이름은 일부 사용에서 보이지만 넓게 적용되지는 않았다.
| 케일리의 이름            | 콘웨이의 이름과 (약자) |
| ------------------------ | ---------------------- |
| 작은 별모양 십이면체     | 별모양 십이면체 (sD)   |
| 큰 십이면체 (gD)         |                        |
| 큰 별모양 십이면체 (gsD) |                        |
| 큰 이십면체 (gI)         |                        |

## 예술과 문화에서 별 정다면체

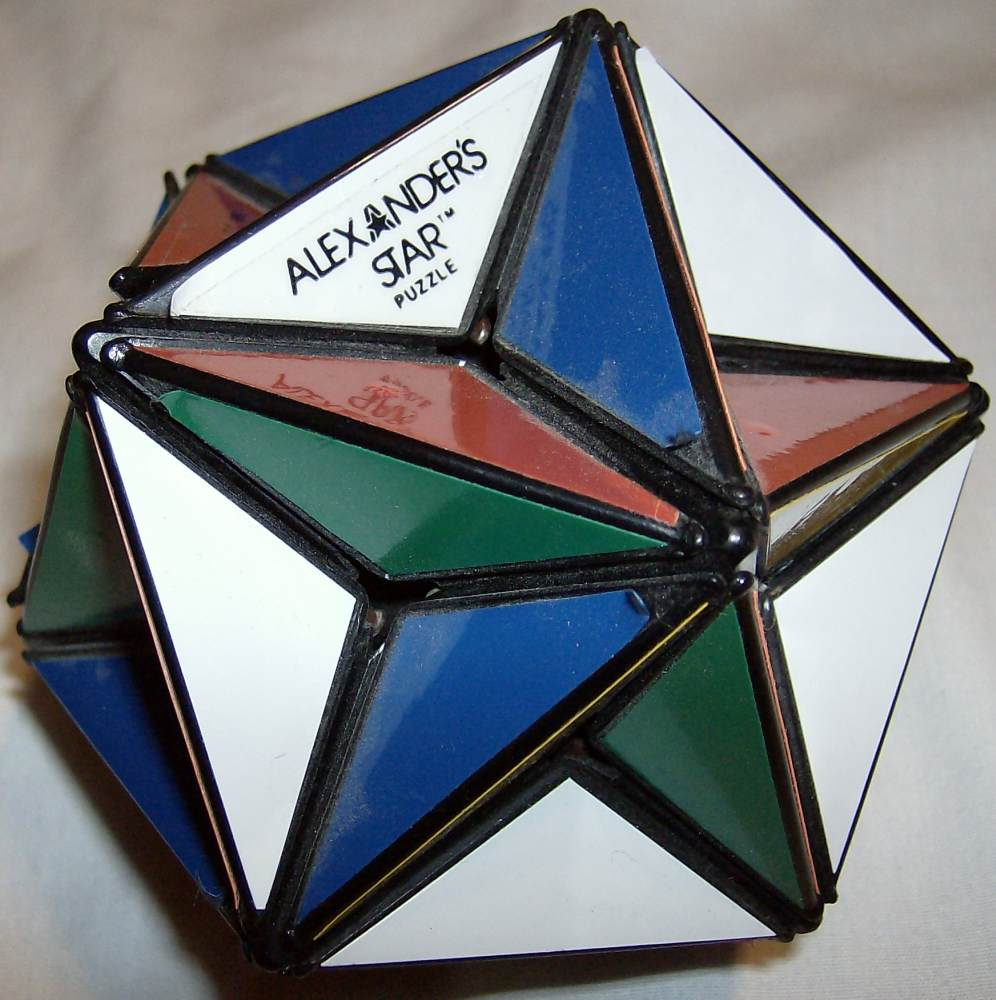
알렉산더의 별

별 정다면체는 르네상스 예술에서 처음으로 나타났다. 작은 별모양 십이면체는 1430년에 파올로 우첼로가 기여한 베니스의 산마르코 대성당의 바닥 모자이크에 묘사되어 있다. 벤첼 얌니처는 1568년에 출간된 판목에 관한 그의 책 Perspectiva corporum regularium (정다면체의 관점, Perspectives of the regular solids)을 출판하였다. 그는 큰 십이면체와 큰 별모양 십이면체에 관해서 묘사했다 - 두번째는 아마 형태에 대한 무지라기 보다는 방법의 오류 때문에 살짝 왜곡되어 있다.
20세기에, 미술가 M. C. 에셔의 기하학적 형태의 관심은 종종 작업의 기반으로 이끌었거나 정다면체를 포함했다; 중력은 작은 별모양 십이면체에 기반한다.
큰 이십면체의 해부는 1980년대 퍼즐 알렉산더의 별에 이용되었다.
노르웨이 예술가 Vebjørn Sand의 조각 케플러 별(The Kepler Star)은 오슬로 가르데르모엔 국제공항 근처에 전시되어있다. 별의 폭은 14m이고 정이십면체와 정십이면체가 큰 별모양 십이면체 안에 있는 형태이다.

## 같이 보기
위키미디어 공용에 케플러-푸앵소 다면체 관련 미디어 분류가 있습니다.
- 정다포체
- 정다면체
- 정다포체의 목록
- 고른 다면체
- 고른 별 다면체
- 다면체 복합체
- 슐레플리-헤스 다포체 – 별 4차원 정다포체 열 개이다, 케플러-푸앵소 다면체의 4차원 해석이다